# Kwama (langue)
Le kwama (ou afan mao, koma du Nord) est une langue nilo-saharienne de la branche des langues komanes parlée dans la province du Wellega occidental, en Éthiopie.
Les Kwama nomment leur langue « t’wa kwaama », qui signifie « bouche des Kwama ».

## Classification
Le kwama est une langue nilo-saharienne classée dans la branche des langues komanes, qui sont parfois incluses, avec le gumuz, dans un ensemble dénommé « komuz ».

## Écriture
SIL Ethiopia a développé un alphabet latin pour l’écriture du kwama.
| a | b  | d | e | g  | h  | i | ɨ  | k | kk | l | m | n | ŋ | o |
| p | pp | r | s | sh | ss | t | tt | u | ʉ  | w | y | z |   |   |

Les tons lexicaux ne sont pas indiqués dans l’orthographe. Cependant les tons des suffixes pronominaux verbaux sont indiqués avec des signes diacritiques : -n̄, -ǵ, -ń, -á, -ǹ, -m̄, -ḿ, -b́.

## Phonologie
Les tableaux présentent les voyelles et les consonnes du kwama.

### Voyelles
|         | Antérieure | Centrale | Postérieure |
| ------- | ---------- | -------- | ----------- |
| Fermée  | i [i]      |          | u [u]       |
| Moyenne | e [e]      |          | o [o]       |
| Ouverte |            | a [a]    |             |

### Consonnes
|              |              | Labiales | Alvéolaires | Latérales | Dorsales | Dorsales | Glottales |
| ------------ | ------------ | -------- | ----------- | --------- | -------- | -------- | --------- |
| Palatales    | Vélaires     | Labiales | Alvéolaires | Latérales |          |          | Glottales |
| Occlusives   | Sourde       | p [p]    | t [t]       |           |          | k [k]    | ʾ [ʔ]     |
| Occlusives   | Sonore       | b [b]    | d [d]       |           |          | g [g]    |           |
| Occlusives   | Éjective     | p’ [p’]  | t’ [t’]     |           |          | k’ [k’]  |           |
| Fricative    | Sourde       | f [f]    | s [s]       |           | š [ʃ]    |          | h [h]     |
| Fricative    | Sonore       |          | z [z]       |           |          |          |           |
| Fricative    | Éjective     |          | s’ [s’]     |           |          |          |           |
| Affriquée    | Sourde       |          |             |           | c [t͡ʃ]   |          |           |
| Affriquée    | Sonore       |          |             |           | j [d͡ʒ]   |          |           |
| Affriquée    | Éjective     |          |             |           | c’ [t͡ʃ’] |          |           |
| Nasale       | Nasale       | m [m]    | n [n]       |           |          |          |           |
| liquide      | liquide      |          | r [r]       | l [l]     |          |          |           |
| Semi-voyelle | Semi-voyelle | w [w]    |             |           | y [j]    |          |           |

Les phonèmes [ŋ], [ɲ] et [z] sont de fréquence rare.

### Une langue tonale
L'opo est probablement une langue à tons.

## Sources
- (en) Bender, Lionel, Proto-Koman Phonology and Lexicon, Afrika und Übersee, Band LXVI, pp. 259-297, 1983.
- (en) Joelle Goldberg, Grammar Guide to the Gwama Language for Language Workers, 2018 (lire en ligne)
- (kmq + en) Ata ttwa Gwama [Gwama Alphabet Chart], SIL Ethiophia, 2014 (lire en ligne)
- (kmq + am + en) « Gwama Dictionary », SIL International, 2016